# 涌谷城
涌谷城（わくやじょう）は、宮城県遠田郡涌谷町にあった日本の城（平山城）。別名涌谷要害。

## 概要
仙台平野（仙北平野、大崎平野）を東流する江合川（北上川水系）が、篦岳丘陵から南に延びる小規模な樹枝状丘陵にぶつかってやや南に向きを変え、同丘陵に沿って流れる区間がある。涌谷城はこの区間の同丘陵上にあり、標高約5mを流れる江合川に西側から南側を守られた、標高約20mの舌状地を城内とする。
色川家や中里家、鎌田家などが城下町に来場したときなどの世話をしたとも言われている。
もともとは大崎氏の家臣の涌谷氏が所有していたが、豊臣秀吉の天下統一に伴い木村氏を経た後、伊達氏の家臣亘理氏の居城になる。2代重宗、3代定宗を経て城郭を整備し、後に定宗は伊達氏を名乗ることを許されるまでになった（涌谷伊達氏）。しかし、定宗の後を継いだ伊達宗重が後継者問題などで原田宗輔と対立し、遂には殺害されてしまう（伊達騒動）。
現在は城山公園となっていて、春は桜の名所として知られる。城内には隅櫓（太鼓堂）が現存し、県内で唯一の城郭遺構となっている。
その隣に三層櫓に似た天守風の建物（資料館）があるが、いわゆる疑似天守（実在した天守を再現したものではない）である。

## 考古資料

### 遺構
- 土塁、堀（空堀）、隅櫓（太鼓堂）

## アクセス
- JR石巻線・涌谷駅より約1km（徒歩13分）
- 東北自動車道・古川ICより約20km
- 三陸自動車道・松島北ICより約20km
- 三陸自動車道・鳴瀬奥松島ICより約19km

## 周辺
- 涌谷神社
- 黄金山神社 (涌谷町)
- 加護坊山
- 箟岳山